# Antonietta Di Martino
Antonietta Di Martino (Cava de’ Tirreni, 1978. június 1. –) olasz atléta, magasugró. 2,03 méterrel szabadtéren, míg 2,04 méterrel fedett pályán tart nemzeti rekordot.

## Pályafutása
2007 februárjában 200 centiméterre javította az olasz fedett pályás rekordot. Egy hónappal később, a birminghami fedett pályás Európa-bajnokságon Tia Hellebaut mögött második, ezüstérmes lett, majd még ez év nyarán, az oszakai világbajnokságon is ezüstérmet szerzett. Oszakában Blanka Vlašić mögött, Anna Csicserovával azonos eredménnyel, 2,03-as új szabadtéri olasz csúccsal végzett másodikként.
2008-ban, Pekingben vett részt első alkalommal az olimpiai játékokon. Itt döntőig jutott, ahol tizedikként zárt. Az év végén lábujj-sérülés miatt még a visszavonulást is megfontolta.
2009-re lecserélte korábbi edzőjét, Davide Sessa-t, helyette Massimiliano Di Matteo-val dolgozott a továbbiakban. Di Martino előbb győzött Pescarában a mediterrán játékokon, majd negyedik lett a berlini világbajnokságon. Ez év szeptemberében összeházasodott új edzőjével, Di Matteo-val.
2011. február 9-én, Besztercebányán új fedett pályás olasz rekordot ugrott 2,04-dal. Mindössze egy hónappal később aranyérmes lett a fedett pályás kontinensbajnokságon, szeptemberben pedig bronzérmes a tegui világbajnokságon.

## Egyéni legjobbjai
| Versenyszám | Eredmény      | Helyszín       | Dátum               |
| Szabadtér   | Szabadtér     | Szabadtér      | Szabadtér           |
| ----------- | ------------- | -------------- | ------------------- |
| Magasugrás  | 2,03 méter NR | Oszaka         | 2007. szeptember 2. |
| Fedett      |               |                |                     |
| Magasugrás  | 2,04 méter NR | Besztercebánya | 2011. február 9.    |

magyarázat: NR = nemzeti rekord